# Chougrane
Chougrane (franska: Chougrane (CR), Chougrane (Commune Rurale), arabiska: معتركة) är en kommun i Marocko.   Den ligger i provinsen Khouribga och regionen Béni Mellal-Khénifra, i den nordöstra delen av landet, 130 km söder om huvudstaden Rabat. Antalet invånare är 8 113.